# Gene Anthony Ray
Gene Anthony Ray (New York, 24 maggio 1962 – New York, 14 novembre 2003) è stato un attore e ballerino statunitense, popolare per aver interpretato Leroy Johnson nel film Saranno famosi (1980) e nell'adattamento televisivo, dal 1982 al 1987.

## Biografia
Nato a Harlem, New York, frequentò la New York High School of the Performing Arts, ispirazione per il film Saranno famosi (1980), ma fu allontanato dopo solo un anno. «Questa scuola è troppo disciplinata per il suo carattere selvaggio»: disse sua madre. Ray studiò danza alla Julia Richman High School, dove fece l'audizione per Saranno famosi, ed ebbe come supervisore il coreografo Louis Falco. Egli vinse grazie al suo grande talento, pur scevro di una buona formazione accademica. A dispetto del successo del film, l'adattamento televisivo di Fame della NBC durò solo un anno prima di essere cancellato. Lo show fu ripreso dalla MGM Television dal 1983 al 1987. Ray apparve inoltre nel film Out Of Sync (1995), diretto dalla sua collega di Saranno famosi, Debbie Allen, e la commedia Eddie (1996) con Whoopi Goldberg.
Nel 1990 partecipò al programma Raffaella Venerdì, Sabato e Domenica... E saranno famosi, dove ballò con Raffaella Carrà. Tra il 1995 e il 2000 visse in Italia, spesso in condizioni critiche, principalmente nella provincia di Milano dove gli era stata prospettata da conoscenti la possibilità di collaborare all'apertura di una scuola di danza a San Colombano al Lambro, progetto poi naufragato a causa della sua incostanza nel portare a termine i progetti, incostanza dovuta all'abuso di alcool. Invitato più volte a parlare della sua vita al Maurizio Costanzo Show, Ray confessò di avere avuto problemi con alcol e droghe e di avere smesso per sempre.
Morì il 14 novembre 2003 per un ictus cerebrale. Al momento della morte il ballerino era sieropositivo.

## Filmografia parziale
- Saranno famosi (Fame), regia di Alan Parker (1980)
- Vendredi ou la vie sauvage – film TV (1981)
- Saranno famosi (Fame) – serie TV (1982)
- Out of Sync (1995)
- Eddie (1996)
- The Drew Carey TV Show (1997)
- Kids From Fame – documentario (2003)

## Doppiatori italiani
Nelle versioni in italiano delle opere in cui ha recitato, Gene Anthony Ray è stato doppiato da:
- Piero Tiberi in Saranno famosi (film), Saranno famosi (st. 1 e 4)
- Massimo Rossi in Saranno famosi (st. 2-3)
- Sandro Acerbo in Saranno famosi (ep. 4x25, st. 5-6)